# Condado de Gilmer (Virgínia Ocidental)
O Condado de Gilmer é um dos 55 condados do estado norte-americano da Virgínia Ocidental. A sede do condado é Glenville, que é também a sua maior cidade. O condado tem uma área de 881 km² (dos quais 0 km² estão cobertos por água), uma população de 7160 habitantes, e uma densidade populacional de 8 hab/km² (segundo o censo nacional de 2000). O condado foi fundado em 1845 e recebeu o seu nome em homenagem a Thomas Walker Gilmer (1802–1844), político e estadista que foi o 15.º Secretário da Marinha dos Estados Unidos.